# Secuencia de las binarias
Se denomina secuencia de las binarias a la región del diagrama de Hertzsprung-Russell que dibuja una zona paralela a la misma, con estrellas del mismo color (o índice de color B - V), pero abrillantadas 0.75 magnitudes; en la literatura anglosajona recibe el nombre de binary sequence.
Esto se debe a que los sistemas de dos estrellas (estrella doble), formadas por estrellas de similar o idéntica masa, color y temperatura, aparecen incrementados en un factor de brillo 2.5 log 2 = 0.75 magnitudes: por ello en la secuencia principal aparece esta banda paralela pero abrillantada por ese factor.
La secuencia de las binarias puede reconocerse en aquellos cúmulos estelares jóvenes que presentan un número elevado de estrellas binarias (como Stephenson 1 o el Cúmulo Doble de Perseo), siendo poco evidentes o invisible si hay pocas binarias (en estos casos los escasos sistemas binarios todavía pueden reconocerse por ese abrillantamiento, destacando por encima de las estrellas de la secuencia principal del mismo índice de color y magnitud).
A medida que los cúmulos envejecen las estrellas evolucionan independientemente (evolución estelar), dependiendo de sus masas, con lo cual deja de apreciarse y desaparece al desplazarse sus componentes hacia la zona de las gigantes rojas.